# Bellaria–Igea Marina
Bellaria–Igea Marina (romanyol nyelven Belèria-Igéa Marèna) település Olaszországban, Emilia-Romagna régióban, Rimini megyében. Lakosainak száma 19 455 fő (2023. január 1.). Bellaria–Igea Marina Rimini és San Mauro Pascoli községekkel határos.

## Népesség
A település népessége az elmúlt években az alábbi módon változott:
| Lakosok száma | 19 537 | 19 580 | 19 455 |
|               | 2017   | 2018   | 2023   |